# 전일빌딩
전일빌딩(全日빌딩, 영어: Jeonil Building)는 대한민국 광주광역시 동구 금남로 245(충장동)에 있으며, 5·18 광주 민주화 운동의 기념관으로 사용되는 건물이다. 지하 1층과 지상 10층으로 구성되며, 높이는 39.6m이다. 1980년대 당시 광주에서 제일 높은 빌딩이었다.

## 상세
1968년에 7층짜리 건물로 1차 준공이 시작되며, 1970년에 2차 증축, 1974년에 3차 증축, 그리고 1980년에 4차 증축이 이뤄지며 오늘날의 모습을 갖추게 되었다. 빌딩 이름의 유래는 전남일보가 당시 빌딩을 사용하고 있어서 거기서 이름을 따왔다. 전남일보사 사옥으로 사용되며, 광주일보, 전남매일신문 및 지역 은행이 빌딩에 위치하였다. 2016년 광주광역시가 빌딩을 매매하고 2017년 8월 15일 이 건물을 28번째 5.18 사적지로 지정되었다. 이후 광주광역도시공사가 리모델링하여 2020년에 재개관하였다.
광주의 중심가 중 하나인 금남로에 위치하며, 광주 전라남도청 구 본관이 근처에 있다. 1층~4층은 시민플라자로, 5층~7층은 광주콘텐츠허브 공간으로, 8층은 공용공간 및 지상3층, 9층~10층은 19800518(5ㆍ18 기념공간)으로 사용중이다.

## 5.18 민주화 운동

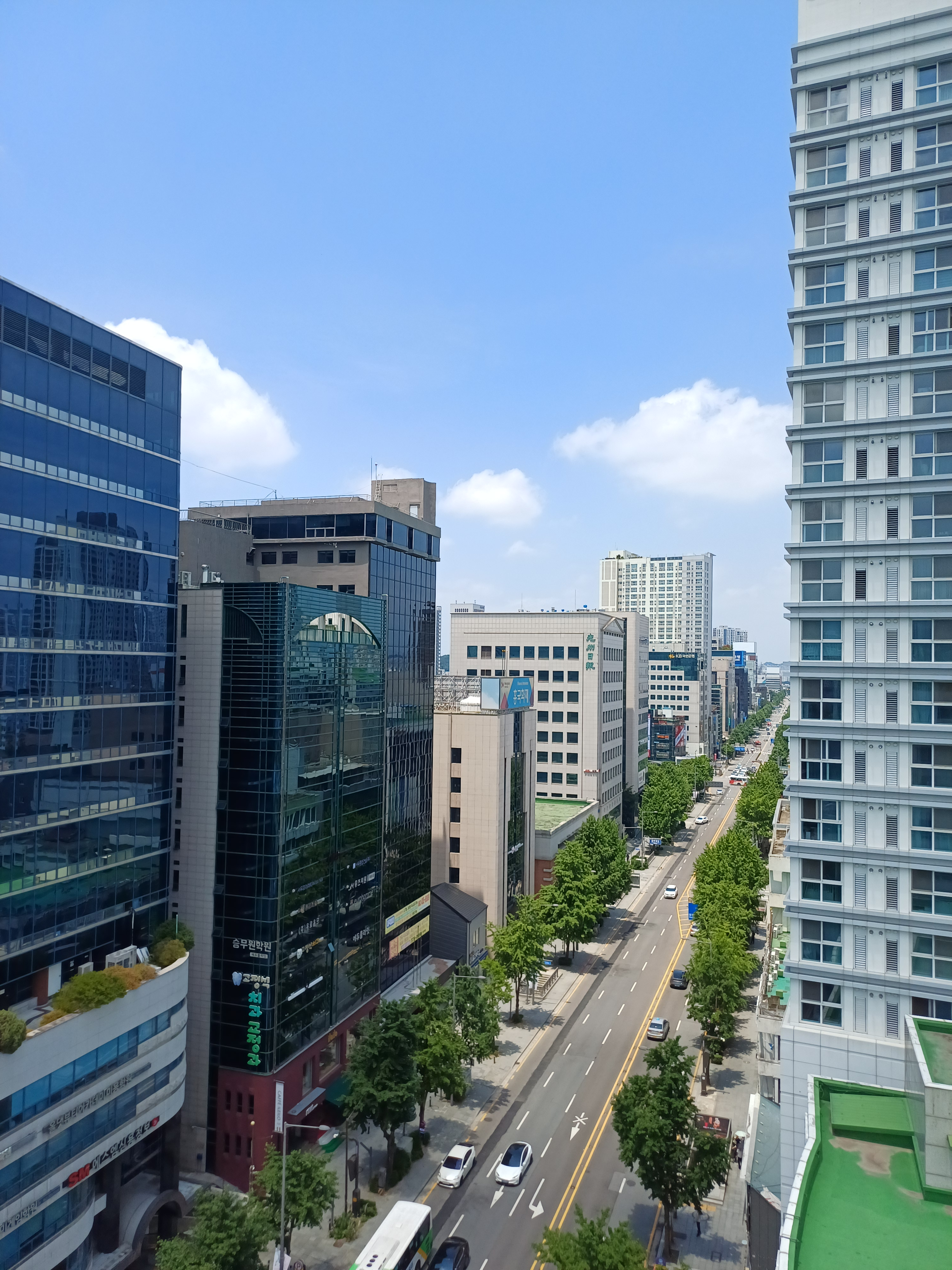
전일빌딩에서 찍은 금남로

5·18 광주 민주화 운동 당시 전일빌딩은 신군부의 계엄군과 광주 시민군에 의해서 사용되었다. 1980년 5월 18일, 계엄군의 시민에 대한 발포를 피하기 위해 광주 시민들이 전일빌딩에 몸을 숨겼다. 계엄군과 시민군이 대치하는 가운데, 제11공수특전여단 병력이 전일빌딩 옥상에 기관총을 거치하고 시민군을 향해 발포하였다.
1980년 5월 21일, 계엄군은 전일빌딩 내 시민군을 제압하고, 전일빌딩에 특전사 병력을 투입시키기 위해서 헬리콥터를 투입한다. 이 과정에서 제1항공여단 61 항공대 소속 202, 203 대대가 투입되어 UH-1H 헬기에서 M60 기관총으로 전일빌딩을 향해서 사격을 하였다. 1980년 5월 27일, 광주 재진입 작전 당시 제11공수특전여단 특공조인 61대대 4중대가 새벽에 빌딩을 점령하였다. 이때 빌딩 내부에 있었던 시민군 40명 정도가 사살당했다.
2017년에 국립과학수사연구원의 조사 결과, 건물 내 총탄 자국이 245개가 발견되었다고 한다. 전일빌딩에 대한 헬리콥터 기총사격은 그동안 조비오 신부 및 생존 시민군들에 의해서 주장으로 인식되었으나, 국과수 조사 이후 245개 탄흔으로 인해 사실이 되었다. 이러한 사실은 진실·화해를위한과거사정리위원회와 5·18 특별조사위원회에 결정적인 증거를 제공하였다.

## 같이 보기
- 5·18 광주 민주화 운동